# HMS Queen Charlotte (1790)
La HMS Queen Charlotte era un vascello di prima classe a tre ponti da 100 cannoni della Royal Navy, appartenente alla classe Royal George, costruito negli anni novanta del XVIII Secolo, e rimasta in servizio fino al 1800.

## Storia

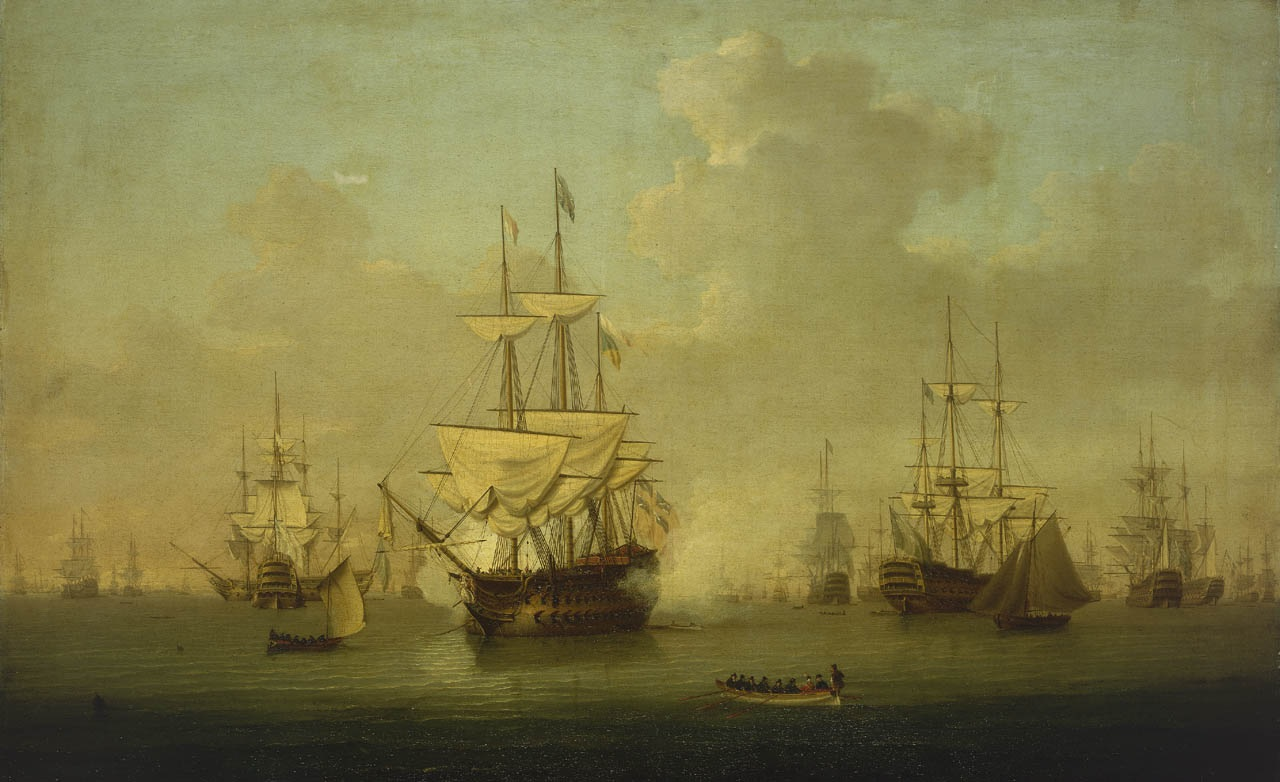
Il vascello Queen Charlotte appena entrato in servizio durante una rivista navale a Spithead. Dipinto di William Anderson del 1790.

Così battezzata in onore della Regina Carlotta, fu costruita su progetto dell’ingegnere navale Sir Edward Hunt sui piani costruttivi, modificati nell’armamento, del Royal George. Ordinato il 12 dicembre 1782, il vascello fu impostato presso i Chatham Dockyard di Chatham il 1 settembre 1785, e venne varato il 15 aprile 1790. Entrato in servizio il 7 luglio dello stesso anno, nel 1793, al comando del senior captain Sir Roger Curtis, divenne nave ammiraglia di Lord Howe che con essa partecipò nel 1794 alla grande battaglia navale contro la flotta francese al comando del viceammiraglio Louis Thomas Villaret de Joyeuse, passata alla storia come Glorioso Primo di Giugno.  Nel giugno 1795, al comando del captain Andrew Snape Douglas partecipò alla battaglia di Groix.

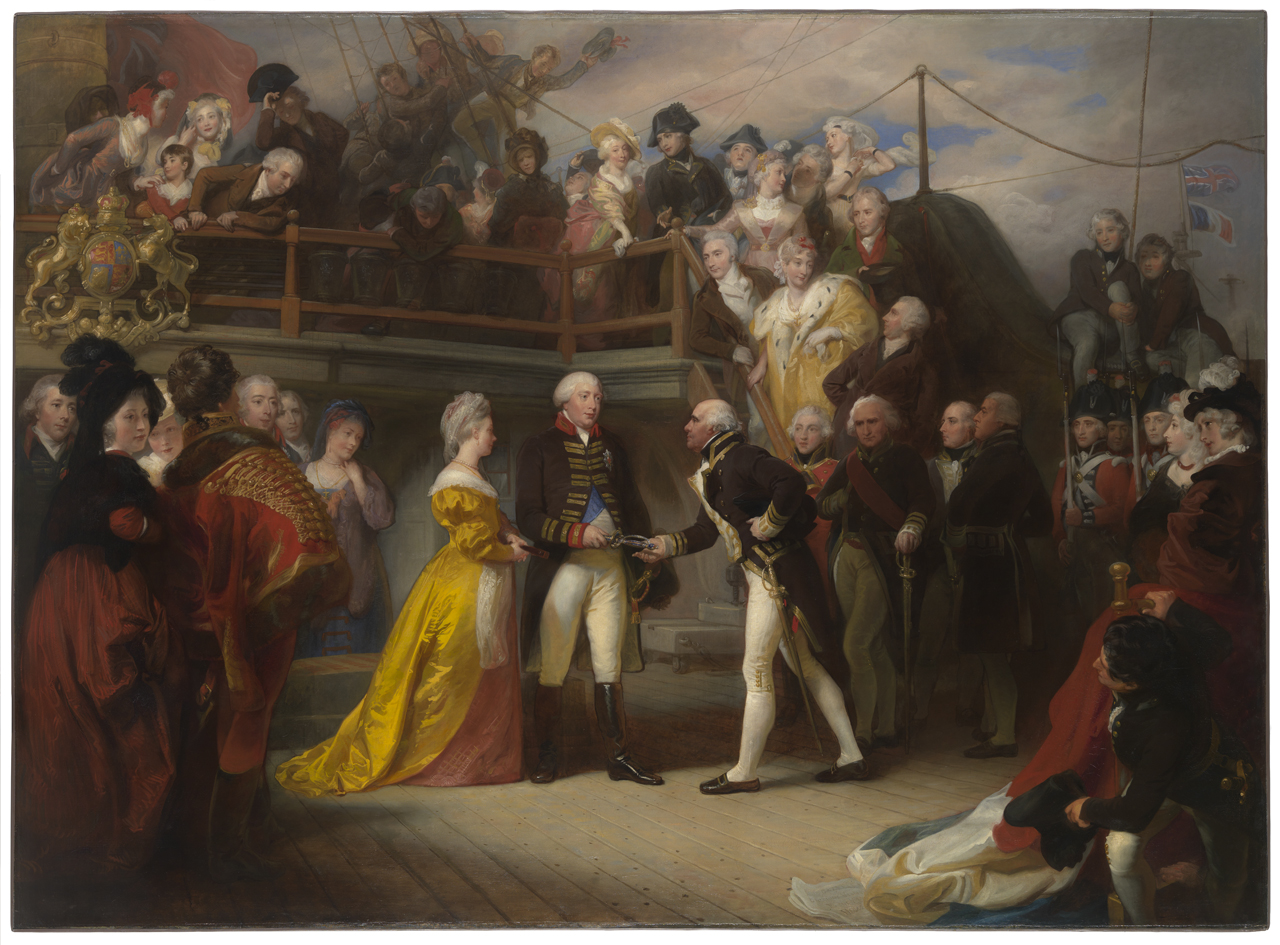
Re Giorgio III in visita alla Queen Charlotte il 26 giugno 1794, ricevuto all'ammiraglio Richard Howe. Dipinto di Henry Perronet Briggs del 1828.

Divenuta nave ammiraglia della Channel Fleet, allora al comando di Lord Bridport, il 15 aprile 1797  fu parzialmente interessata dall’ammutinamento avvenuto tra gli equipaggi delle navi della flotta allora all’ancora a Spithead. Quando Lord Bridport fece alzare il segnale il segnale di salpare, gli equipaggi delle navi, a partire da quello del Royal George, si rifiutarono di obbedire chiedendo che la petizione per migliorare le loro condizioni di vita a bordo delle navi, precedentemente consegnata a Lord Howe, fosse accolta. Nonostante le riunioni tenutesi a bordo della Queen Charlotte tra i comandanti e i rappresentanti degli ammutinati, fu solo grazie al ritorno di Howe, munito di delega reale che gli conferiva pieni poteri, avvenuto il 15 maggio, che la situazione si risolse positivamente, tanto che le navi presero regolarmente il mare il giorno successivo.
La Queen Charlotte rimase con la Channel Fleet fino al maggio 1799, quando fu assegnata alla Mediterranean Fleet come nave ammiraglia di Lord Keith. Il 16 marzo 1800 il vascello giunse a Livorno sbarcando l’ammiraglio Keith e il suo stato maggiore, che dovevano incontrare i rappresentanti austriaci al fine di organizzare il blocco dei porti del Mar Ligure. L’ammiraglio diede ordini al comandante della nave di recarsi in prossimità dell’isola della Capraia, per rilevare notizie sulle sue difese, o eventualmente bombardarle. Alle 6:20 del 17 marzo la Queen Charlotte si trovava in navigazione verso la Capraia quando improvvisamente divampò un furioso incendio, che divenne ben presto indomabile. Nonostante i soccorsi, subito partiti dal porto di Livorno, l’incendio divenne indomabile e i soccorritori non poterono avvicinarsi al vascello in quanto i cannoni, che erano carichi, quando venivano raggiunti dalle fiamme sparavano lanciando proiettili in tutte le direzioni. Nell’incendio, che secondo alcuni superstiti  si era sviluppato sul ponte di batteria dove si trovava raccolto del fieno,  e nel successivo naufragio perirono 636 marinai, mentre i superstiti furono 154, oltre agli 11 scesi a terra con l’ammiraglio.  Tra i morti vi era il capitano della nave Andrew Todd, che scrisse alcuni messaggi e li consegnò ai marinai affinché li consegnassero a Lord Keith.
Alcuni giorni dopo la tragedia lo sloop Speedy che navigava nelle acque di Livorno urtò alcune parti del relitto che non erano state avvistate, riportando danni allo scafo.
La corte marziale nominata dalla Royal Navy per accertare la cause del disastro non riuscì ad arrivare ad alcuna conclusione, in quanto non si riuscì ad appurare perché l'allarme era stato dato con grande ritardo,  permettendo all'incendio di espandersi con estrema rapidità.

### Annotazioni
1. ↑  La delega concessagli gli conferiva pieni poteri, compreso quello di concedere un eventuale perdono ai rivoltosi.
2. ↑  L'ammiraglio e il suo stato maggiore assistettero alla tragedia da terra, in quanto la nave si trovava a 12-15 miglia al largo di Livorno.
3. ↑  La corte marziale tenne conto che la Queen Charlotte era una delle unità coinvolte nell'ammutinamento di Spithead, e la disciplina di bordo non era da considerarsi ottimale.

### Fonti
1. 1 2  Lavery 2003, p. 183.
2. 1 2 3 4  Colledge, Warlow 2006, p. 283.
3. 1 2  Lambert 2000, p. 155.
4. ↑  Lambert 2000, p. 154.
5. 1 2 3 4 5 6 7 8  Donolo 2012, p. 93.
6. 1 2 3 4 5 6  Donolo 2012, p. 122.
7. 1 2 3 4 5 6  Donolo 2012, p. 123.